# Adaptogeen
Adaptogenen of adaptogene stoffen, verbindingen of kruiden verwijzen naar het farmacologische concept waarbij toediening resulteert in stabilisatie van fysiologische processen en de bevordering van homeostase, bijvoorbeeld verminderde cellulaire gevoeligheid voor stress. De term 'adaptogeen' wordt veelal gebruikt om behandelingen te beschrijven die in experimentele en klinische studies de weerstand van het organisme tegen biologische stress kunnen verhogen.
De term 'adaptogeen' is in verband gebracht met het begrip Rasayana (in de Ayurveda). In de traditionele Chinese geneeskunde bestaat het idee van adaptogenen al duizenden jaren onder het begrip "superieur tonicum" die verschillende functies reguleren en het energieniveau verhogen, de algehele gezondheid bevorderen zonder specifieke ziekten te behandelen.
Voorbeelden van planten waaraan deze effecten worden toegeschreven zijn ginseng, Siberische ginseng (Eleutherococcus senticosus), noni (Morinda citrifolia), Shiitake, Reishi, Eikhaas, Schisandra, Rozewortel (Rhodiola rosea), ashwaganda, Jiaogulan, Maca (Lepidium meyenii), Astragalus membranaceus en marihuana.

## Geschiedenis
In 1947 introduceerde de toxicoloog A.V. Lazarev een nieuw concept van "adaptogenen" om verbindingen te beschrijven die de toestand van niet-specifieke afweer bij stress zouden kunnen verhogen. Dit concept is gebaseerd op Hans Selye's theorie van stress en het algemene adaptatiesyndroom, dat in drie fasen kan worden ingedeeld: alarmfase, weerstandfase en uitputtingsfase.
Aan het einde van de jaren 60 van de twintigste eeuw werd de definitie aangescherpt: adaptogenen zijn onschadelijke middelen, die de niet-specifieke weerstand verhogen tegen fysische, chemische, biologische en psychologische schadelijke factoren ("stressoren"), waarbij het normaliserende effect onafhankelijk is van de aard van de pathologische toestand. In de vroege jaren 60 ontwikkelde de studie naar adaptogenen zich tot een gebied van biomedicinaal onderzoek met name in de USSR. Dit gebeurde in het kader van een groter project waarbij biologisch actieve substanties uit het plantenrijk in kaart werden gebracht. Het doel van het stressonderzoek was om middelen en methoden te ontwikkelen die de intrinsieke adaptieve mechanismen van het organisme zouden stimuleren om het te helpen overleven in situaties van hevige of langdurige stress. Het aantal verrichte onderzoeken was enorm, met 1009 studies tot 1982 (voornamelijk farmacologische en klinische) studies, voornamelijk gepubliceerd in Russische vakbladen. In de meeste onderzoeken werd gewerkt met extracten of isolaten bereid uit Eleutherococcus senticosus.
Momenteel is een veelgebruikte definitie van adaptogenen "een nieuwe klasse van metabolische regelstoffen die het vermogen van een organisme vergroten om zich aan te passen aan omgevingsfactoren en om schade door dergelijke factoren te vermijden.".
Heden ten dage omvat het onderzoek naar adaptogenen de volgende vier gebieden:
- Fytochemie, isolatie en structuur opheldering van actieve bestanddelen van adaptogene planten,
- De biochemie en moleculaire biologie: mechanismen van stress beschermende werking van adaptogenen op het moleculaire en cellulaire niveau.
- Experimentele en klinische farmacologie: werkzaamheid en veiligheid van adaptogenen in stress-gerelateerde aandoeningen bij dieren en mensen.
- De farmaceutische ontwikkeling van kruidenpreparaten / producten met een goede wetenschappelijke onderbouwing volgens de regels van evidence-based medicine.

Sommige studies tonen duidelijk aan dat bepaalde adaptogene substanties de beschermende mechanismen van cellen kunnen activeren, die gekoppeld is aan een toename van overleving in vitro en in vivo. Deze studies zijn tot nu toe gericht op de regulering van moleculaire chaperonne-eiwitten (heat shock proteins), zoals Hsp70 en andere belangrijke stressmediatoren.
Ondanks het grote aantal onderzoeken is het concept niet algemeen erkend in westerse landen, aangezien het volgens sommigen in tegenspraak lijkt met sommige belangrijke concepten in de moderne farmacologie: selectiviteit, sterkte en werkzaamheid in evenwicht gehouden door een geaccepteerd niveau van toxiciteit. Niettemin is de term 'adaptogeen' sinds 1998 door de Amerikaanse Food and Drug Administration toegestaan als een functionele claim voor bepaalde producten en wordt de term ook geaccepteerd door het Europees Geneesmiddelenbureau.

## Farmacodynamiek
Een reeks recente farmacologische onderzoeken hebben een moleculaire verklaring gevonden voor de effecten. De stressbeschermende activiteit van adaptogenen is geassocieerd met activatie van moleculaire chaperonne-eiwitten zoals Hsp70, en andere belangrijke mediatoren van de stressrespons zoals cortisol, stikstofoxide, stress-geactiveerde proteïne kinase JNK en DAF-16. Studies hebben aangetoond dat heat shock factor 1 (HSF1) en neuropeptide Y moleculaire doelwitten van adaptogenen in neurogliacellen kunnen zijn, maar de resultaten waren slechts suggestief. Een recente analyse toonde aan dat het gebruikte adaptogene product, ADAPT-232, en sommige componenten afzonderlijk de transcriptie regelden van genen die betrokken zijn bij cellulaire signaleringsroutes, met name die van G-eiwit-gekoppelde receptoren.